# Heinrich I. (Gurk)
Heinrich († 3. Oktober 1174) war als Heinrich I. Bischof der Diözese Gurk, die dem  Metropolitanbistum des Fürsterzbistums Salzburg unterstand. Ihr Territorium umfasst heute das Bundesland Kärnten.
Heinrich war Abt des Benediktinerstiftes St. Peter in Salzburg und wurde 1167 durch Erzbischof Konrad II. zum Bischof von Gurk erwählt. Am 4. März 1168 wurde er in Friesach durch den Erzbischof geweiht. Über seine Herkunft ist nichts bekannt.
Die Regierungszeit Bischof Heinrichs fiel in die Zeit des Schismas zwischen Papst und Kaiser. Patriarch Ulrich von Aquileja versuchte den Erzbischof von Salzburg in die antikaiserliche Allianz zu ziehen. Dieser schickte jedoch im Einvernehmen mit dem Gurker Bischof eine Botschaft an den Kaiser, der damals gerade zu einer Versöhnung mit Papst Alexander III. geneigt war. Erzbischof Konrad verstarb 1168 und sein Nachfolger Adalbert von Böhmen war ebenfalls ein Anhänger des Papstes. 1169 war Heinrich Mitkonsekrator von Erzbischof Adalbert.
1170 weilte Kaiser Friedrich in Friesach und traf auch mit Bischof Heinrich zusammen, um ihn auf die kaiserliche Seite zu ziehen. Zu diesem Zweck gewährte er dem Bistum Gurk eine wichtige Schenkungsurkunde über Bergwerke, die bisher dem Salzburger Erzbistum vorbehalten waren. Da der Salzburger Erzbischof seine Regalien 1169 dem Kaiser aufgegeben hatte, war der Kaiser dazu formell berechtigt. Dieser kurzzeitige reichsunmittelbare Status Gurks wurde mit dem Ende des Schismas unter Heinrichs Nachfolger wieder beendet. 
1172 ernannte der Papst Bischof Heinrich zum Generalvikar Salzburgs. 1176 befahl er allen Prälaten des Salzburger Erzbistums den Gehorsam gegenüber Erzbischof Adalbert und die mit dem Bann belegten Boten des Kaisers zu meiden.
Heinrich hielt sich im Sommer zumeist auf der Flattnitz auf und ließ die dortige Johannes dem Täufer geweihte Kirche erbauen. Bischof Heinrich baute auch am Gurker Dom weiter und erlebte die Vollendung der Krypta mit ihren 100 Säulen, wohin er 1174 die Gebeine der Hemma von Gurk überführen ließ.
Auf dem Hoftag von Regensburg im Jahr 1174 erklärte Bischof Richer von Brixen im Einvernehmen mit dem Gurker Bischof Heinrich Adalbert für abgesetzt und ernannte den Propst Heinrich I. des Klosterstifts Berchtesgaden zum neuen Erzbischof. Erzbischof Adalbert belegte daraufhin die beiden Bischöfe mit dem Bann. Kurz nach seiner Bannung starb Bischof Heinrich am 3. Oktober 1174. Die Regularen des Klosters von St. Peter konnten für ihren toten Mitbruder keine Totenmesse feiern und wandten sich an den Erzbischof mit der Bitte, dem Verstorbenen zu verzeihen und ihm die Absolution zu erteilen.